# Aujourd'hui je reviens
Singles de Mireille Mathieu
L'amour viendra
(1991) Une place dans mon cœur
(2005)
Pistes de De tes mains
Les Larmes de tes yeux Si tu m'aimes assez
Aujourd'hui je reviens est une chanson interprétée par la chanteuse française Mireille Mathieu et publiée en 2002 en France chez EMI Music. Cette chanson est sortie sur un single afin de lancer l'album De tes mains qui est le 37e album français de la chanteuse.

## Crédits dusingle
La photo de la pochette est d'André Rau.

## Reprises
La chanson ne sera jamais reprise dans une autre langue par la chanteuse.

## Principaux supports discographiques
Aujourd'hui je reviens se retrouve pour la première fois sur le 82e single français de la chanteuse sorti en 2002 chez EMI Music. Elle se retrouvera également sur l'album De tes mains paru la même année chez EMI Music.